# Earth Omen
Earth Omen je třetí album americké rockové skupiny Frijid Pink, vydané roku 1972. Na tomto albu skupina hrála, mimo psychedelického a progresivního rocku (jako tomu bylo na předchozích albech), také hard rock.

## Seznam skladeb
1. "Miss Evil" – 6:24
2. "Sailor" – 4:21
3. "Earth Omen" – 3:32
4. "Lazy Day" – 4:38
5. "Train Woman" – 3:59
6. "Eternal Dream" – 4:18
7. "New Horizon" – 4:20
8. "Rainbow Rider" – 2:57
9. "Mr. Blood" – 4:39

### Bonusy
1. "Lazy Day" (Single Edit) – 3:07
2. "Go Now" (Non-Album Single) – 2:57

## Sestava

### Frijid Pink
- Jon Wearing – zpěv
- Richard Stevers – bicí
- Tom Harris – baskytara
- Craig Webb – kytara

### Host
- Larry Zelanka – klávesy